# Alecta
Alecta ist eine schwedische Einrichtung der betrieblichen Altersversorgung.

## Geschichte und Hintergrund
1917 wurde die Sveriges Privatanställdas Pensionskassa (SPP) gegründet, die sich 1929 in Svenska Personal-Pensionskassan umbenannte. Seit 1960 verwaltet sie als Pensionskasse die Verpflichtungen des Altersvorsorgeplans Industrins och handelns tilläggspension (ITP), dem in den folgenden Jahrzehnten weitere Pensionspläne folgten. 
Im Jahr 2000 löste sich die SPP-Gruppe auf, die 1994 gegründete Lebensversicherungsgesellschaft SPP Liv und der Vermögensverwalter SPP Fonder wurden von der Handelsbanken übernommen. Diese übernahm im Zusammenhang der Transaktion auch die Markenrechte an SPP. Daraufhin benannte sich die Pensionskasse um und heißt seither Alecta.
Alecta betreut für über 35000 schwedische Unternehmen und 2,5 Millionen Einzelpersonen die Altersvorsorge. Dabei werden Kapitalanlagen im Wert von über 1,1 Billionen Schwedischen Kronen verwaltet. Damit gehört die Gesellschaft zu den größten zehn Einrichtungen ihrer Art in der Europäischen Union.